# Ultimo Vangelo
L'Ultimo Vangelo (latino: Ultimum Evangelium) è una lettura evangelica della messa cattolica che conclude la Messa tridentina.
Il testo è costituito dal Prologo del Vangelo secondo Giovanni (Giovanni 1,1-14), che per il ricordo dell'eternità del Verbo e dell'Incarnazione era frequentemente usato nella Chiesa antica, per esempio nella benedizione dei malati, o negli esorcismi. Fu introdotto nella liturgia della Messa solo tra il XIII e il XIV secolo: dapprima faceva parte del ringraziamento personale del sacerdote rientrato in sagrestia, poi a poco a poco, per favorirne la conoscenza tra il popolo, divenne pubblico.
Il Messale del 1570 prevedeva per alcuni giorni la recita, come Ultimo Vangelo, anche di brani diversi dal Prologo del Vangelo di San Giovanni, per esempio quando vi era un'occorrenza liturgica (sovrapposizione di due feste in uno stesso giorno, delle quali quella non prevalente avesse Vangelo proprio; avevano Vangelo considerato proprio le domeniche, le ferie speciali, le vigilie, le feste della Madonna, degli Apostoli, degli Angeli, del Battista, di Santa Maria Maddalena e di Santa Marta). Nel Messale riformato da Giovanni XXIII un Ultimo Vangelo proprio è previsto solo alla Domenica delle Palme, qualora non sia stata celebrata la Processione delle Palme, come Ultimo Vangelo si legge il testo proprio di tale processione, ossia Matteo 21,1-9.
L'Ultimo Vangelo si recita al cornu evangelii dell'altare (ossia il lato sinistro), leggendolo da una cartagloria (oppure dal Messale trasportatovi dal suddiacono prima della benedizione finale, se fosse diverso dal prologo di San Giovanni). È preceduto dalle consuete orazioni che precedono il Vangelo (Dominus vobiscum, Initium + Sancti Evangelii secundum Iohannem), ma al termine di questo si risponde Deo gratias. Al versetto et Verbum caro factum est il celebrante e il popolo genuflettono, per poi rialzarsi subito.
Secondo le rubriche di Giovanni XXIII, l’Ultimo Vangelo si omette nelle Messe in cui si dice Benedicamus Domino, nella terza Messa di Natale, nella II domenica di Passione (Domenica delle Palme) seguita dalla benedizione e dalla processione dei rami, nella vigilia di Pasqua, nelle messe per i defunti seguite dall’assoluzione al tumulo. Secondo la tradizione liturgica precedente, invece, non si omette mai; nel caso della terza messa di Natale, in cui il prologo di San Giovanni è il Vangelo della messa, come Ultimo Vangelo si diceva il Vangelo dell'Epifania, secondo una consuetudine antichissima, attestata anche nei riti orientali, di commemorare anche nel giorno stesso del Natale gli onori resi dai Magi al Divin Bambino.
I certosini non dicono mai l'Ultimo Vangelo, ma lo sostituiscono con il Salve Regina, recitato dal celebrante in ginocchio nel mezzo dell'altare; nel Tempo di Pasqua il Salve Regina è sostituito dal Regina caeli, recitato stando in piedi.

## Testo
℣ Dóminus vobíscum.
℟ Et cum spíritu tuo.
Fa un segno di croce sull’Altare o sulla cartagloria, poi tre segni di croce su sé stesso: sulla fronte, sulle labbra e sul petto - lo stesso fanno i fedeli - e dice:
℣ Inítium sancti Evangélii secúndum Ioánnem.
℟ Glória tibi, Dómine.
Congiunte le mani, prosegue:
℣ In princípio erat Verbum, 
et Verbum erat apud Deum,  
et Deus erat Verbum.  
Hoc erat in princípio apud Deum.  
Ómnia per ipsum facta sunt: 
et sine ipso factum est nihil, quod factum est:  
in ipso vita erat, 
et vita erat lux hóminum:  
et lux in ténebris lucet,  
et ténebræ eam non comprehendérunt. 
Fuit homo missus a Deo,  
cui nomen erat Ioánnes.  
Hic venit in testimónium,  
ut testimónium perhibéret de lúmine, 
ut omnes créderent per illum.  
Non erat ille lux,  
sed ut testimónium perhibéret de lúmine. 
Erat lux vera,  
quæ illúminat omnem hóminem veniéntem in hunc mundum.  
In mundo erat,  
et mundus per ipsum factus est,  
et mundus eum non cognóvit.  
In própria venit,  
et sui eum non recepérunt.  
Quotquot autem recepérunt eum,  
dedit eis potestátem fílios Dei fíeri,  
his qui credunt in nómine eius:  
qui non ex sanguínibus, 
neque ex voluntáte carnis,  
neque ex voluntáte viri,  
sed ex Deo nati sunt.  
(il Sacerdote e tutti genuflettono) 
Et Verbum caro factum est, 
(e rialzandosi prosegue:) 
et habitávit in nobis;  
et vídimus glóriam eius,  
glóriam quasi Unigéniti a Patre,  
plenum grátiæ et veritátis. 
℣ Deo grátias.